# Aigua beneita

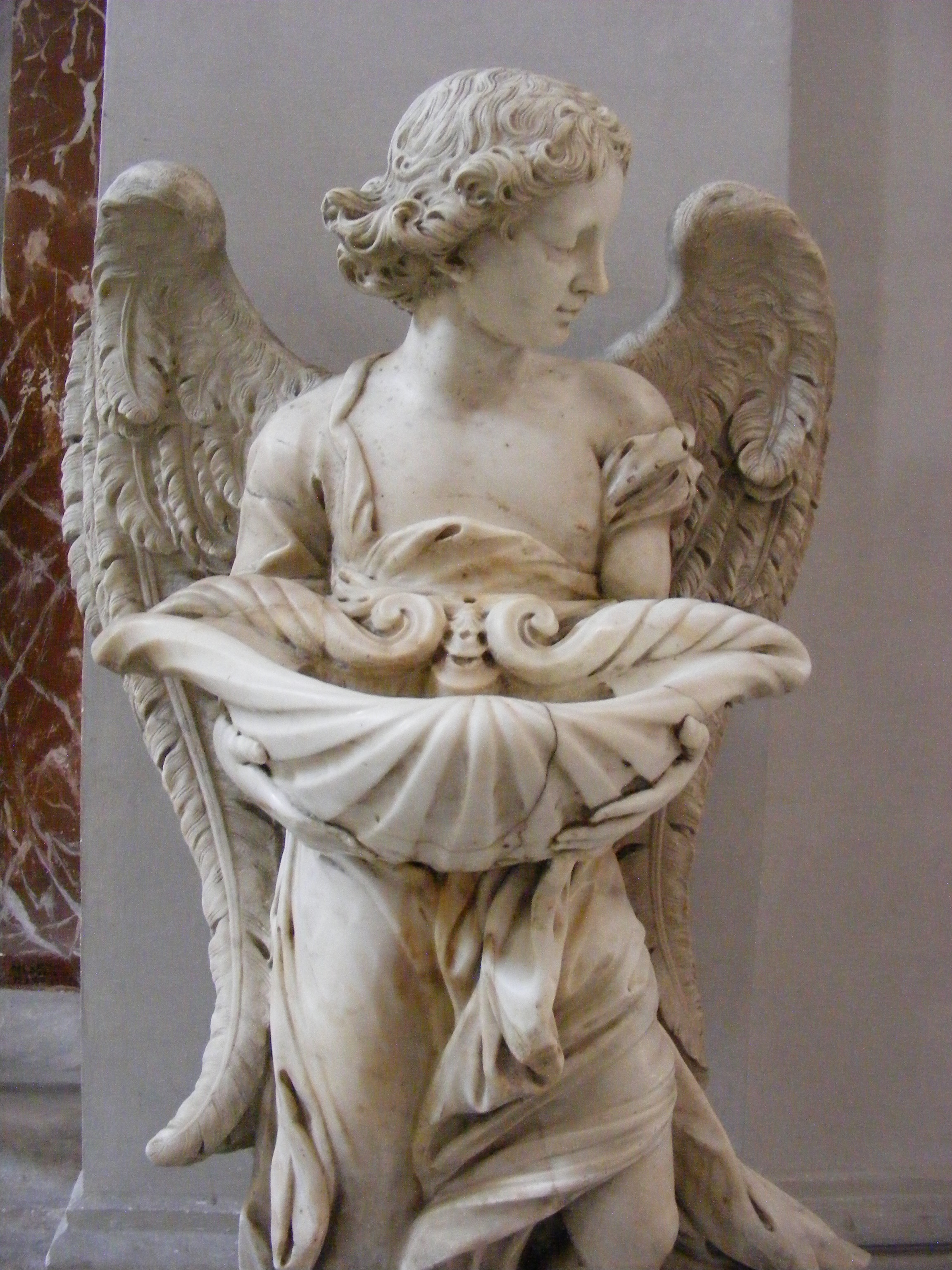
Un recipient d'aigua beneita (pica d'aigua beneita) a l'església de Santa Maria degli Angeli, Roma.

L'aigua beneita o aigua beneïda, és, en diverses confessions cristianes, l'aigua on un sacerdot ha invocat la presència de Déu amb un gest i una pregària que la consagra.
L'aigua beneita es fa servir sobretot al baptisme, com a símbol que neteja el pecat original. Als enterraments l'aspersió d'aigua beneita damunt del taüt del difunt recorda simbòlicament amb el baptisme.
L'aigua beneita es fa servir en altres rituals, com inauguracions d'esglésies o llars i exorcismes, sempre amb aquest sentit de purificació.
Per aspergir l'aigua beneita es fa servir un objecte anomenat salpasser o hisop, el qual es suca en una caldereta o perolet que conté el líquid.
Teresa de Jesús i altres sants usaven aigua beneita com a protecció. Es creu que va ser el Papa Alexandre I qui va instaurar el costum de l'aspersió als temples i el culte a l'aigua beneita
A l'entrada de les esglésies s'hi troba la pica d'aigua beneita (també anomenada pica beneitera o beneitera), que conté l'aigua beneita amb la qual els fidels se senyen (és a dir, fan el senyal de la creu) en entrar o sortir del temple. Molt sovint aquestes piques d'aigua beneita tenen forma de petxina o fins i tot poden estar fetes amb grans petxines naturals. A les cases particulars també podia haver-hi petites beneiteres (normalment ubicades al dormitori principal) que podien ser fetes de ceràmica o de vidre.
El concepte d'aigua santa prové de la mitologia europea que lligava forces espirituals a rius i llacs, com també passa a l'Índia amb el Ganges.
A l'aigua se li pot afegir oli per als batejos o, per a la benedicció d'indrets, sal (principi de fecunditat) o gotetes de vi (per la sang de Jesús).
L'ús d'aigua beneita en els primers dies de la cristiandat només està testimoniat en alguns documents més posteriors. Les constitucions apostòliques que es remunten al voltant de l'any 400, atribueixen el precepte de la utilització d'aigua beneita a l'Apòstol Mateu. Per tant, el primer testimoni històric es remunta al segle v. Això no obstant, és possible que, en els primers temps cristians, l'aigua s'utilitzara per a fins expiatoris i purificadors, d'una forma anàloga al seu ús en virtut de la llei jueva. No obstant això, en molts casos, l'aigua utilitzada per al sagrament del baptisme va ser l'aigua que fluïa, del mar o de l'aigua del riu, i no es podia rebre la mateixa benedicció que amb l'aigua continguda en els baptisteris.